# Telefonkæde
En telefonkæde er kontaktpersons organisering, der ved hjælp af telefonering, sikre at én besked hurtigt og effektivt går fra en person eller organisation, ud til alle der er med i kæden. Den har mistet relevans med computeres og moderne telefoners emails, gruppechat og andre løsninger. En telefonkædes formål var at sikre at så mange som muligt hurtigt modtog en besked, som ikke kunne gives i plenum fordi personerne ikke var samlet og beskeden krævede hurtigere udbredelse end eks. brev per post, og var derfor udbredt indenfor skoler, foreningsliv samt større eller komplekse institutioner og organisationer. Telefonkæder har også været brugt til at dele beskeder, blandt personer der ikke ønskede at genkendes sammen, enten fordi det ikke var tilladt eller fordi de ønskede at være hemmelige generelt. Telefonkæder var stadig udbredt blandt skoler og i foreningsliv i starten af det 21-århudrede, mens computere ikke var udbredt blandt alle, og andre muligheder for at sprede enkle, hurtige informationer til mange var bekostelige. I eksempelvis skoler har den typisk været brugt til at informere om skolelukning/-ændringer om morgenen før elever mødte ind, så de ikke mødte op til en time uden underviser, eller blev gjort opmærksom på lokaleændringer.

## Indretning og brug
En telefonkæde begynder med én afsender. Derfor er kæden typisk opgjort visuelt på papir, med et "hierarki" af personer, med afsender i toppen, og én streg ud fra afsender til første led af personer, der har én streg til næste led osv. Denne leddeling gjorde det muligt at sprede beskeder hurtigt, da afsender kun skal sende beskeden til et bestemt antal personer, der så kontakter den eller de næste personer efter dem selv, mens afsender kontakter den næste person i det øverste led. Herefter kontakte alle der har modtaget beskeden samtidigt videre igennem kæden, og kommer derfor langt hurtigere frem, end hvis afsenderen skulle kontakte alle enkeltvis. Hvis en person i kæden ikke kan kontaktes, springes denne person blot over og forsøges kontaktet senere. Dette sikre at kæden ikke går i stå, hvis en person ikke kan tage telefonen.
Har en given person i en telefonkæde en besked der skal ud til alle, men er ikke selv hovedafsenderen (i toppen af kæden), kontakter denne person afsenderen direkte, for så at få beskeden spredt ud eller aftale, at personen selv starter kæden (Men det er vigtigt at kontakte afsenderen også, i stedet for at "erstatte" afsenderen, da afsenderen ikke vil få beskeden, hvis afsender blot erstattes i telefonkæden.)